# Dobranoc, kochanie
Dobranoc, kochanie – amerykańsko-brytyjsko-niemiecka komedia romantyczna z 2007 roku.

## Obsada
- Martin Freeman – Gary Shaller
- Gwyneth Paltrow – Dora Shaller
- Simon Pegg – Paul
- Keith Allen – Norman
- Steffan Boje – Karlheinz
- Penélope Cruz – Anna/Melodia
- Danny DeVito – Mel
- Sonia Doubell – Shawna
- Michael Gambon – Alan Weigert
- Stephen Graham – Victor

## Fabuła
Gary Shaller to młody mężczyzna, który ciągle boryka się z problemami. Jego praca nie daje mu satysfakcji ani przyjemności, żona Dora doprowadza go do szewskiej pasji, swoje 30. urodziny obchodził cztery lata temu. Jakby było tego mało, jego kumpel Paul, co godzinę odnosi większe sukcesy i wydaje się lepszy od niego. Przygnębienie i frustracja Gary’ego ciągle się pogłębia, aż pojawia się ona. Anna jest młoda, piękna, mądra i seksowna, a co najlepsze szaleje za nim. Po prostu ideał jak ze snu. Tylko jest jeden mały problem – Gary widzi Annę tylko w swoich snach. Postanawia znaleźć sposób na utrzymanie tego związku.